# Liste von Kunstwerken im öffentlichen Raum in La Chaux-de-Fonds
Dies ist eine Liste von Kunstwerken im öffentlichen Raum in La Chaux-de-Fonds. Sie enthält öffentlich zugängliche Objekte in La Chaux-de-Fonds (Kanton Neuenburg, Schweiz).
| Foto                        |                 | Objekt                                           |                                           | Typ                        |  |         | Teil von                      | Standort                                                 | Künstler              | Datierung | Beschreibung                                                          |
| --------------------------- | --------------- | ------------------------------------------------ | ----------------------------------------- | -------------------------- |  | ------- | ----------------------------- | -------------------------------------------------------- | --------------------- | --------- | --------------------------------------------------------------------- |
| BW                          | Datei hochladen | Monument Louis Chevrolet                         |                                           | Denkmal                    |  | Denkmal | Parc de l’Ouest               | Rue du Parc 35/Rue de la Jardinière ·                    | Christian Gonzenbach  |           |                                                                       |
| Vers l’idéal                | Datei hochladen | Vers l’idéal                                     |                                           | Statue Bronze              |  |         | Krematorium La Chaux-de-Fonds | Rue de la Charrière 106 ·                                | Charles L’Eplattenier |           | Über dem Eingang des Krematoriums, Kulturgut von nationaler Bedeutung |
|                             | Datei hochladen | Vorlage:WLPA-CH-Zeile name= ist Pflichtparameter |                                           | Statue                     |  |         |                               | Avenue Léopold-Robert 39-41 ·                            |                       |           | Frau lesend                                                           |
|                             | Datei hochladen | Vorlage:WLPA-CH-Zeile name= ist Pflichtparameter |                                           |                            |  |         |                               | Rue des Terreaux                                         |                       |           |                                                                       |
| Monument Léopold Robert     | Datei hochladen | Monument Léopold Robert                          |                                           | Denkmal                    |  | Denkmal |                               | Avenue Léopold Robert ·                                  | Léon Perrin           | 1935      |                                                                       |
| Monument Guillaume Farel    | Datei hochladen | Monument Guillaume Farel                         |                                           | Statue Stein               |  |         | Temple Farel                  | Rue du Temple-Allemand 24 ·                              | Jeanne Perrochet      | 1933      |                                                                       |
| Monument de la République   | Datei hochladen | Monument de la République                        |                                           | Denkmal                    |  | Denkmal |                               | Place de l’Hôtel de Ville ·                              |                       |           | Denkmal für Fritz Courvoisier und Ami Girard                          |
| Denkmal für Numa Droz       | Datei hochladen | Denkmal für Numa Droz                            |                                           | Denkmal Bronze             |  | Denkmal |                               | Avenue des Forges 1/Avenue Charles-Naine/Rue Numa-Droz · |                       |           | Bis 2012 an der Place de la Gare (Bahnhof La Chaux-de-Fonds)          |
| Léda et le cygne            | Datei hochladen | Léda et le cygne                                 |                                           | Statue Beton               |  |         | Parc des musées               | Koordinaten fehlen! Hilf mit.                            | Jeanne Perrochet      | 1928      | Leda mit dem Schwan                                                   |
| Grand nu                    | Datei hochladen | Grand nu                                         |                                           | Statue Stein von Hauterive |  |         | Parc Gallet                   | ·                                                        | Jeanne Perrochet      |           |                                                                       |
| Grande Fontaine             | Datei hochladen | Grande Fontaine Beschreibung                     | Wikidata zu Grosser Brunnen               | Brunnen                    |  | Brunnen |                               | Avenue Léopold-Robert, 2300 La Chaux-de-Fonds ·          |                       |           |                                                                       |
|                             | Datei hochladen | Vorlage:WLPA-CH-Zeile name= ist Pflichtparameter |                                           | Brunnen                    |  | Brunnen |                               | Avenue Léopold-Robert 39-41                              |                       |           | Relief über Becken an Wand                                            |
| Fontaine à la Place du Bois | Datei hochladen | Fontaine à la Place du Bois                      | Wikidata zu Brunnen auf dem Place du Bois | Brunnen                    |  | Brunnen |                               | Place du Bois ·                                          |                       |           |                                                                       |
| Fontaine aux deux poissons  | Datei hochladen | Fontaine aux deux poissons                       |                                           | Brunnen                    |  | Brunnen |                               | Rue Numa-Droz 51/Rue du Progrès 35                       |                       | 1934      |                                                                       |
|                             | Datei hochladen | Hommage aux morts                                |                                           | Stein von Léonville        |  |         | Cimetière                     | Koordinaten fehlen! Hilf mit.                            | Jeanne Perrochet      | 1923      |                                                                       |
| Le triomphe de la vie       | Datei hochladen | Le triomphe de la vie                            |                                           | Mosaik                     |  |         | Krematorium La Chaux-de-Fonds | Rue de la Charrière 106 ·                                | Charles L’Eplattenier | 1923      | Südwand des Krematoriums, Kulturgut von nationaler Bedeutung          |
| Vers l’au-delà              | Datei hochladen | Vers l’au-delà                                   |                                           | Mosaik                     |  |         | Krematorium La Chaux-de-Fonds | Rue de la Charrière 106 ·                                | Charles L’Eplattenier | 1923      | Nordwand des Krematoriums, Kulturgut von nationaler Bedeutung         |
|                             | Datei hochladen | Vorlage:WLPA-CH-Zeile name= ist Pflichtparameter |                                           | Statue                     |  |         | Krematorium La Chaux-de-Fonds | Rue de la Charrière 106                                  |                       |           | Am Krematorium, Kulturgut von nationaler Bedeutung                    |
|                             | Datei hochladen | Vorlage:WLPA-CH-Zeile name= ist Pflichtparameter |                                           | Wandbild                   |  |         | Cinéma Corso                  | Rue Jaquet-Droz 14                                       |                       | 2017      | Le Corbusier, Monique Saint-Hélier und Blaise Cendrars                |
|                             | Datei hochladen | Vorlage:WLPA-CH-Zeile name= ist Pflichtparameter |                                           | Wandbild                   |  |         |                               | Koordinaten fehlen! Hilf mit.                            |                       |           |                                                                       |
|                             | Datei hochladen | Vorlage:WLPA-CH-Zeile name= ist Pflichtparameter |                                           |                            |  |         | Tour Espacité                 | Place Espacité 1 ·                                       |                       |           |                                                                       |